# Gamba trío

Gamba Trío

En la década del 60 Juan "Gamba" Gentilini formó el "Gamba Trío", grupo que ocupó un lugar destacado en la historia del Rock Nacional. Cuando Gamba reemplazó a Pappo  en el grupo "Carlos Bisso &Conexión N° 5, convocó a Lito Olmos (bajo) y Alberto Cascino (ex baterista de Arco Iris) para formar una nueva versión de Gamba trío con el  objetivo de continuar con sus recitales de Rock. Mientras hacía shows con Conexión N° 5, paralelamente tocaba con su Trío en los festivales de rock. Sus presentaciones en los festivales BAROCK organizados por Daniel Ripoll, editor de la revista PELO, serán inolvidables, como asimismo sus recitales, organizados por la Municipalidad de la Ciudad de Buenos Aires, junto  a Vox Dei y Arco Iris. Paloma Efron "Blackie" convocó a "Gamba Trío" para tocar junto al grupo de soul inglés "The Foundations" en los recitales de este en la Sociedad Rural Argentina.

## Historia
Gamba comenzó de la mano de su amigo y vecino del barrio de Villa Crespo Pinky Rubano (baterista del grupo Los Boby Cats) quien lo vinculó con el ambiente musical. Comenzó como músico acompañando cantantes famosos de la época con un trío junto a Renato Meana (el gracioso) y Bochi Iacopetti, todos músicos y amigos del barrio. Pinky conectó a Gamba con el Maestro Vignola (pianista) y la consecuencia fue una larga temporada de trabajo tocando boleros en una confitería situada en Av. Santa Fe y Anchorena. Asimismo reemplazó durante un mes al contrabajista del "Combo Babalú" un grupo tropical que trabajaba en un cabaret de Constitución.

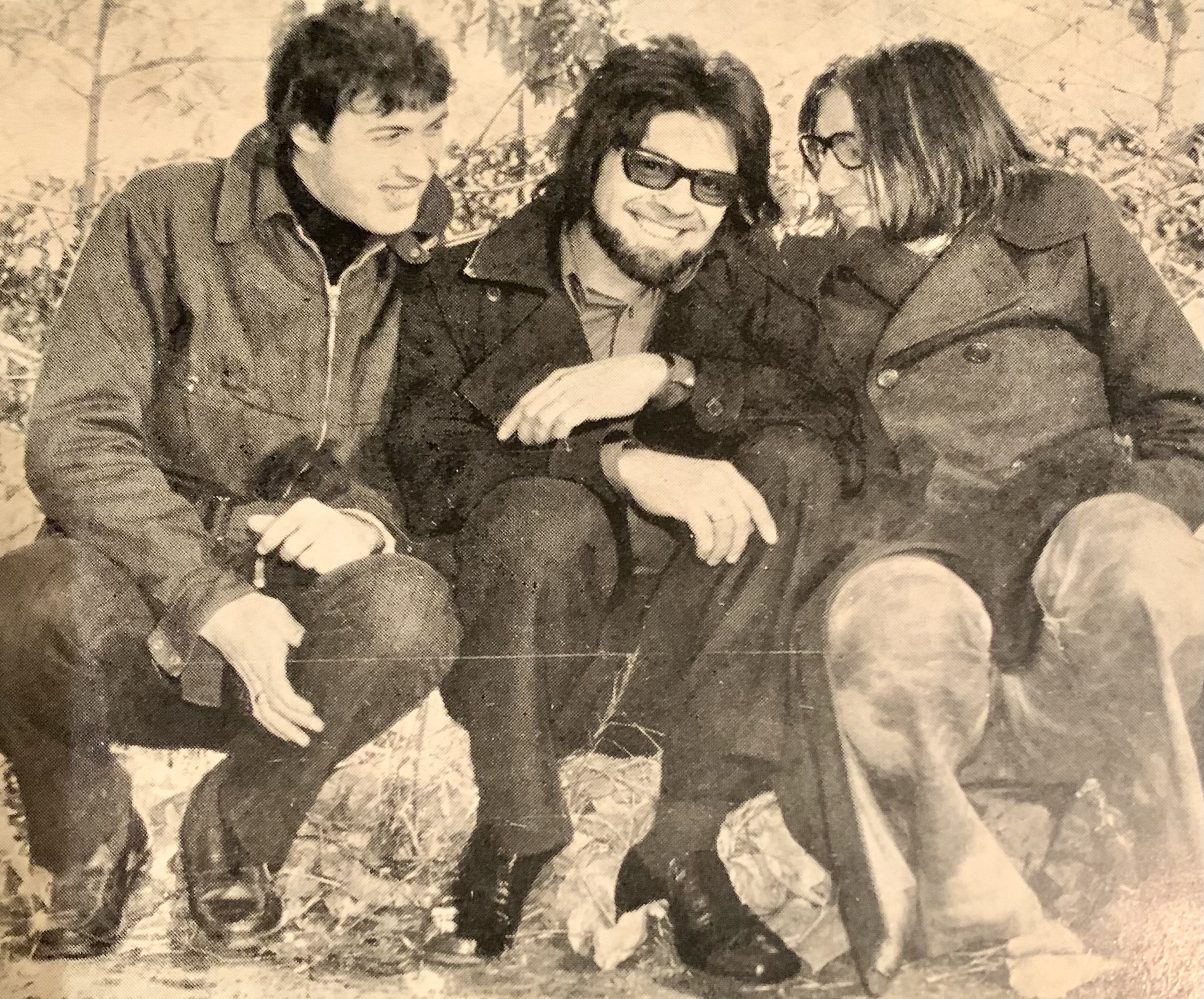
Gamba Trío Alberto Cascino Lito Olmos Juan "Gamba Gentilini"

Gamba formó a los 16 años un conjunto en La Tablada llamado "The Brothers", viajaba todos los días cuando salía del colegio en el colectivo N° 2 desde Chacarita a La Tablada. Con este conjunto ganó, de entre 5000 grupos inscriptos, el "Festival de los desconocidos" organizado por Escala Musical, con un tema instrumental llamado "El hombre del brazo de oro" (Gamba tenía entonces una guitarra Breyer dorada con 4 micrófonos y palanca). Luego fue guitarrista y director de la orquesta que acompañaba a Yaco Monti en el mejor momento de su carrera, e incluso trabajó con Hugo Marcel cuando no solo cantaba tangos sino también baladas. Al cumplir 18 años, y mientras frecuentaba el mítico bar/teatro La Cueva de Av. Pueyrredón, le propuso a Tanguito trabajar durante seis meses en Esquel y partieron a esa aventura con el grupo Los Guantes Negros, integrado por Néstor Rama en órgano Farfisa, Renato Meana en batería, Miguel Fender en bajo, Gamba Gentilini en guitarra y Tanguito como cantante.
En el tren de trocha angosta que va de Ing. Jacobacci a Esquel, Tanguito compuso la columna vertebral de "La Balsa".      Gamba, Tanguito, Rama (que luego fue reemplazado por Hugo Juárez), Meana y Monti estuvieron seis meses en el sur y al regresar a Buenos Aires Tanguito en "La Perla " le pasó la idea y lo que había compuesto de "La Balsa" a Litto Nebbia, y éste completó el tema (Letra y Música) y lo grabó con Los Gatos. Gracias a Nebbia "La Balsa" es el "Himno del Rock Nacional". La convivencia con Tanguito fue una odisea, por lo que Gamba y Rama suelen contar anécdotas increíbles al respecto. De vuelta en Buenos Aires Gamba formó un trío junto a Hugo y Osvaldo Fattoruso (fundadores e integrantes de Los Shakers) para acompañar en shows a Billy Bond, previamente Gamba había grabado el primer Long Play de Billy Bond para Discos Music Hall, siendo Migliano el director Artístico de la compañía.
Luego formó con Quique Sapia (Batería) y Jorge Darrié (Bajo) otra versión de Gamba Trio. En esta época Gamba había viajado a Nueva York con su amigo Carlos Franzetti y estuvo un tiempo trabajando en el Electric Circus en el Greenwich Village, y al regresar trajo un Fender Dual Showman y una Gibson Les Paul dorada, pero nunca se separó de su primer equipo: un "Robertone" con cámara, que le fabricó exclusivamente su amigo "El tarta" Robertone cuando vivía en la calle Conde. Con el Dual Showman y la Les Paul el sonido ya era "heavy". Al regresar de U.S.A. Gamba continúa con Bisso y Conexión N°5, y paralelamente convoca a Alberto Cascino (Baterista de Arco Iris) y Lito Olmos (bajo) para formar una nueva versión de Gamba Trío, grabando su primer simple en Odeon Pops.
Asimismo con la formación de Gamba Trío, graba, siempre en Odeon Pops, y en inglés con el nombre de "The Gipsys". Uno de los grandes éxitos de "The Gipsys" fue "Caramelitos de Café", tema que estuvo primero en ventas y popularidad. ¿Fue un delirio de Gamba grabar en Odeon Pops con dos nombres distintos?, No, el argumento de Gamba Gentilini era lógico, en las notas decía: "Con Gamba Trío tocamos en todos los festivales de Rock, y con el Rock no ganamos dinero, mientras que con "The Gipsys" tocamos en todos los clubs y boliches de onda en los cuales jamás contratarían a un heavy grupo de rock. Debido a esto en una parte del bombo de Cascino decía "Gamba Trío" y en la opuesta "The Gipsys", y según la ocasión el baterista debía dar vuelta el bombo.